# Stylus Magazine
Stylus Magazine foi uma revista online de música e filmes lançada em 2002. Incluía jornalismo musical, quatro anásies de música diárias, análises a filmes, diferentes podcasts, um blog MP3 e em texto. 
Embora os números de leitura do site nunca tenham atingido os níveis da Pitchfork Media, recebeu várias notas na imprensa pela qualidade da sua escrita. Em 2006 foi escolhido pela Observer Music Monthly como um dos 25 websites musicais essenciais na Internet.
A Stylus fechou a 31 de Outubro de 2007. Continua online, mas não publica qualquer conteúdo novo.